# Paulinho Santos
João Paulo Maio dos Santos, meglio noto come Paulinho Santos (Vila do Conde, 21 novembre 1970), è un ex calciatore portoghese, di ruolo centrocampista.

## Carriera
Iniziò a giocare nella squadra della sua città natale, il Rio Ave, restandovi per quattro stagioni. Dal 1992 fino a fine carriera (avvenuta nel 2003) ha militato nel Porto, vincendo sette campionati portoghesi, cinque Coppe di Portogallo, sei Supercoppe di Portogallo ed una Coppa UEFA.
Con la Nazionale di calcio del Portogallo ha collezionato 30 presenze dal 1994 al 2000 e segnato 2 gol, partecipando agli Europei del 1996, in cui ricopriva il ruolo di difensore sinistro.

## Palmarès

### Club

#### Competizioni nazionali
- Campionato portoghese: 7

Porto: 1992-1993, 1994-1995, 1995-1996, 1996-1997, 1997-1998, 1998-1999, 2002-2003
- Coppa del Portogallo: 5

Porto: 1993-1994, 1997-1998, 1999-2000, 2000-2001, 2002-2003
- Supercoppa di Portogallo: 6

Porto: 1993, 1994, 1996, 1998, 1999, 2001

#### Competizioni internazionali
- Coppa UEFA: 1

Porto: 2002-2003